# Ronald Knox
Ronald Arbuthnott Knox (Kibworth, 17 febbraio 1888 – Londra, 24 agosto 1957) è stato un presbitero, teologo, scrittore e conduttore radiofonico britannico.
Apprezzato teologo, Knox fu anche scrittore di romanzi gialli. Convertitosi al cattolicesimo nel 1917 è poi divenuto sacerdote cattolico nel 1918, dopo essere stato in gioventù un prete anglicano. Scrisse della sua conversione dall'anglicanesimo al cattolicesimo in molte sue opere, divenendo difensore e apologeta della Chiesa Cattolica. Egli è anche autore del famoso Decalogo di Knox.
Knox servì come cappellano cattolico all'Università di Oxford dal 1926 al 1939.

## Biografia
Educato ad Eton ed Oxford, figlio di un vescovo anglicano, fu ordinato sacerdote nella confessione anglicana.
In età adulta, si convertì dall'anglicanesimo al cristianesimo cattolico.
Fu amico di Gilbert Keith Chesterton, con cui condivideva la passione per la scrittura di romanzi gialli, e da cui fu portato al cattolicesimo prima ancora della conversione dello stesso Chesterton. Fu autore di numerosi testi ecclesiastici, nonché di una nuova traduzione inglese della Bibbia, nota come "Knox Bible", scritta a partire dai testi originali in ebraico e greco antico.
Nel 1936 divenne Monsignore.
Come autore di libri gialli, scrisse sei romanzi tra il 1925 e il 1937. I suoi romanzi sono i tipici esempi del cosiddetto giallo-enigma, in cui si giunge alla soluzione del caso solo dopo una minuziosa raccolta ed analisi degli indizi. Il personaggio principale dei suoi romanzi è Miles Bredon, arguto investigatore di una compagnia di assicurazioni.
Knox è anche noto per il suo decalogo sulle dieci regole da seguire nella stesura di romanzi gialli.

## Opere

### Saggistica
- Spiritual Aeneid (1918)
- The Belief of Catholics (1927)
- Difficulties: Being a Correspondence About the Catholic Religion (1932) - con Arnold Lunn
- A Barchester Pilgrimage (1935)
- Let Dons Delight (1939)
- Illuminati e carismatici: una storia dell'entusiasmo religioso (Enthusiasm: A Chapter in the History of Religion with Special Reference to the XVII and XVIII Centuries) (1950) Il mulino, 1970
- The Hidden Stream: Mysteries of the Christian Faith (1953)

### Romanzi
- The Viaduct Murder (1925)
- The Three Taps (1927)
- Orme sul ponte (The Footsteps at the Lock) (1928) Polillo Editore, 2006
- The Body in the Silo (1933)
- Double Cross Purposes (1933)
- Still Dead (1934)

### Racconti
- Dopo accurata ispezione (Solved by Inspection, 1931)[4]

## Citazioni
- "Solo l'uomo ha una dignità, perciò solo l'uomo può esser messo in ridicolo."
- "Il riso e l'amore sono dappertutto; nelle persone sane non c'è guerra fra loro"